# Phragmatobia pauper
Phragmatobia pauper är en fjärilsart som beskrevs av Charles Oberthür 1911. Phragmatobia pauper ingår i släktet Phragmatobia och familjen björnspinnare. Inga underarter finns listade i Catalogue of Life.